# El Durazno, Guerrero
El Durazno är en ort i Mexiko.   Den ligger i kommunen Coyuca de Catalán och delstaten Guerrero, i den södra delen av landet, 260 km sydväst om huvudstaden Mexico City. El Durazno ligger 2 290 meter över havet och antalet invånare är 302.
Terrängen runt El Durazno är varierad. Runt El Durazno är det glesbefolkat, med 8 invånare per kvadratkilometer. El Durazno är det största samhället i trakten. I omgivningarna runt El Durazno växer huvudsakligen savannskog.